# Karl Olsson
Karl Olsson (19 de noviembre de 1981) es un deportista sueco que compite en tiro, en la modalidad de rifle.
Ganó una medalla de plata en el Campeonato Mundial de Tiro de 2018 y seis medallas en el Campeonato Europeo de Tiro, en los años 2017 y 2024.

## Palmarés internacional
| Campeonato Mundial | Campeonato Mundial       | Campeonato Mundial | Campeonato Mundial                |
| Año                | Lugar                    | Medalla            | Prueba                            |
| ------------------ | ------------------------ | ------------------ | --------------------------------- |
| 2018               | Changwon (Corea del Sur) | Medalla de plata   | Rifle estándar 300 m              |
| Campeonato Europeo |                          |                    |                                   |
| Año                | Lugar                    | Medalla            | Prueba                            |
| 2017               | Bakú (Azerbaiyán)        | Medalla de bronce  | Rifle estándar 300 m              |
| 2019               | Bolonia (Italia)         | Medalla de plata   | Rifle estándar 300 m              |
| 2022               | Zagreb (Croacia)         | Medalla de plata   | Rifle 3 posiciones 300 m mixto    |
| 2024               | Osijek (Croacia)         | Medalla de oro     | Rifle 3 posiciones 300 m mixto    |
| 2024               | Osijek (Croacia)         | Medalla de oro     | Rifle en pos. tendida 300 m mixto |
| 2024               | Osijek (Croacia)         | Medalla de bronce  | Rifle estándar 300 m              |